# The Big Lez Show
《The Big Lez Show》是由查洛德·偉特創作的澳大利亞喜劇網絡系列劇。他同時也為該劇中的所有角色配音（除了其中兩個角色之外）。該節目的首集於2012年7月16日在YouTube上播出，並於 2019年1月26日結束。該節目講述了住在虛構的澳大利亞小鎮Brown Town的類人外星人Big Lez以及他與朋友和敵人的冒險經歷。
節目上載至YouTube後便大受歡迎，除了受到大量狂熱粉絲追捧外，還發展出相關的次文化。 第一至第四季的首映均在上載後的首兩個月內達到一百萬次觀看次數，而該劇的成功也造就了由Comedy Central Australia籌備的外傳《The Mike Nolan Show》的播出。 該外傳一共有五集，在2016年6月10日播出。
該劇近年聲名大噪，在第三季播出時收視率急速飆升。截至2021年11月，《The Big Lez Show》的YouTube頻道的觀看次數總計超過1.74億次，每集平均觀看次數為1-3百萬次。

## 故事背景
Big Lez是一個類人外星人，他在被驅逐出母星Kingdom Cum後和他在地球的養子Quinton住在澳洲一個名為Brown Town的小鎮，而對面就住著他的親生兄弟兼死敵Norton。Big Lez的隔壁鄰居兼朋友是兩隻神秘且無所不知的大腳怪——Sassy和Donny，他們亦在故事中煽動出不少不堪事件和遭遇。該節目最初的劇情主要圍繞著Big Lez返回母星的計劃，後來講述了他與父親和一些黃色、巨型，類似於被毀容的荷馬·辛普森的怪物——Choomah——的戰爭。戰爭過程中Big Lez得到了其他人物的幫助，包括吸煙成性的Mike Nolan和同樣來自Kingdom Cum但變異了的同胞Clarence。該節目的內容涵蓋了眾角色在日常中的鬧劇和他們在Choomah Island的遠征行動。

## 集數
| 季度 | 劇集數 | 首播          | 最後播出      | 平台    |
| ---- | ------ | ------------- | ------------- | ------- |
| 1    | 11     | 2012年7月16日 | 2013年1月28日 | YouTube |
| 2    | 10     | 2013年3月4日  | 2014年5月12日 | YouTube |
| 3    | 10     | 2014年7月7日  | 2015年8月21日 | YouTube |
| 4    | 5      | 2017年3月10日 | 2019年1月26日 | YouTube |

## 人物

### Lez
配音：查洛德·偉特
Lezly“Lez” Mackeral，眾角色稱呼他為Big Lez，是該劇的主角。Lez和他的兄弟Norton一起被他們的父王Laranox驅逐出母星Kingdom Cum。被放逐後，Lez定居在地球上位於澳洲的Brown Town，並且與許多本地人結成了朋友。
Lez是一個脾氣暴躁且好鬥但同時又和藹可親的角色，對朋友也非常講義氣。而他對他的弟弟則抱著極大敵意，因此經常不遺餘力地挑釁和激怒他。他還非常鄙視他的父王Laranox。Lez經常認為他的兒子Quinton是個負擔，因此常忽視和冷暴力對待其，但在內心深處其實非常關心他的兒子。
Lez是娛樂性用藥的支持者，並經常和Sassy及他的朋友一起抽大麻或吸食迷幻藥。
身為來自Kingdom Cum的異星人，Lez擁有許多超能力，例如超强的力量和耐力。《The Big Lez Show》中所有來自Kingdom Cum的角色均擁有類似的超能力。

### Norton
配音：查洛德·偉特
Norton Sparkles是Lez的兄弟，亦是住在Lez對面的鄰居和宿敵。他是節目中的次要反派。Norton跟Lez一樣也非常討厭對方。Norton經常滋擾著Lez的生活，並以叔叔的身份討好Quinton來激怒Lez。當Quinton受到他爸欺負時便會跑到Norton家避難，並且在那裡與Norton建立了友誼。
Norton是Laranox國王的次子，與Lez一同被放逐到地球上。Norton被描繪成一個坎普風角色。雖然沒有明確說明，但整個系列都強烈暗示著Norton的性取向，儘管這些暗示有時候也被否定。Norton擁有和Lez相同的超能力，但因為他比較年輕，所以Lez的力量略勝一籌。

### Quintin
配音：查洛德·偉特
Quinton Mackerel是Lez的養子，在小時候被遺棄在Lez家門口。Lez在意識到他可以從撫養費中獲取金錢後便收養了Quinton。Quinton經常被Lez忽視，在有需要時會跑到Norton家。儘管Quinton一般尊重和屈服於他爸的權威，但他也頻繁地表達對他爸的不滿，並經常咒罵他。與其他角色不同，Quinton並不喜歡使用藥物，也不願參與Lez和Sassy的吸食派對，除了有一次在Lez的小木屋裡和他們一起抽大麻之外。在後來幾季和《The Mike Nolan Show》中，Quinton逐漸變得成熟和更加勇敢。

### Sassy
配音：查洛德·偉特
Sassy the Sasquatch是一個擬人化的大腳怪。他是Lez的朋友和隔壁鄰居。作為一個極端藥物使用者，Sassy處於一種近乎永久性的興奮狀態，在節目中也能夠經常看到他持有各種藥物。儘管如此，Sassy經常否認自己有濫用藥物，並諷刺地稱呼其他角色為「道友。Sassy和他的四個朋友Donny、Wayne-O、Scruffy和Owly住在Lez隔壁一間破舊的木屋裡。雖然Sassy的所有朋友也經常濫用藥物，但Sassy是該圈子中帶頭說服其他角色與他一起吸藥的人。
在劇中的所有角色中，Sassy是最隨和、平易近人和友好的角色之一。Sassy經常會與他的朋友會忽略的人交談，例如Clarence或Quinton。Sassy因濫用藥物而患上健忘症，並經常胡言亂語。
在整個系列中有不少情節暗示著Sassy和其他大腳怪都是擁有超自然力量的跨維度生物。然而目前為止，Sassy只有在為自己召喚食物、修復他砸碎的煙囪和接著被扔到海中的橄欖球才會使用他的能量。他在反駁時他經常使用他的名句“Whadiyatalkinabeet？”（俚語“你在說什麼？”）。當被其他角色詢問他的能力時，他從不確認或否認他的能力。
Sassy有時候亦會經營他的SF小食檔（可解作Sassy's Food或Spaceship Fuel）。主賣小食是他自創的Trippa Snippa，而大部份材料都是毒性極強的藥物如安非他命、海洛英、可卡因和冰毒。Trippa Snippa除了可食用性外還可以用作飛碟的燃料。Choomah族進食Trippa Snippa後腦部會爆炸。

### Donny
配音：查洛德·偉特
Donny the Dealer是一隻比Sassy膚色更淺的大腳怪，也是Sassy的室友和老朋友。Donny在小鎮經營一間商店，並為他的室友提供武器和藥物。他幾乎能夠採購到各種物品，如飛碟和洲際彈道導彈等。他還經常與他當地的朋友，例如Mike和Lez，討論他們如何中情於藥物和使用暴力。儘管他對他的朋友和Brown Town非常忠誠，但他在眾大腳怪中是脾氣最暴躁的，相比起經常處於興奮狀態的朋友Sassy和Wayne-O，他更易被激怒。
他也全權掌控著Clarence並讓他當店中的打雜。除此之外他也因Clarence擁有自我復原的能力而加以濫用他當作練靶和測試新式武器的目標。

### Mike Nolan
配音：查洛德·偉特
Mike Nolan，或被暱稱為“Nolesy”，是Brown Town的當地居民。他自稱為“萬事通”，認為除了「黑市」以外的任何工作都不值一提。他在Brown Town的各處工作。他也是其他主要角色的朋友。
和大部份角色一樣，Mike Nolan也是娛樂性用藥的狂熱粉絲和患有重菸癮的吸菸者（他會把溫菲爾德牌子的香菸一口吸盡而且一口都不會呼出），且由4歲開始便一直在吸菸。他和 Quinton是主要角色中僅有的兩位人類成員，因此相比起圈子中的其他角色，他更易受到濫用藥物的影響。Mike的日常娛樂幾乎離不開喝酒或賭博，甚至對老虎機的運作有深入的了解。他也非常討厭警察，因此在節目後期他在胸口上紋了個巨大的「Fuck Cops」刺青。Mike的其中一個夢想是到泰國或印尼嫖娼。
他在第一季時 52 歲，在《The Mike Nolan Show》時他大約 55 歲。在第三季，Mike曾經提過他小學兩年級時已經輟學並成為藍領工人。儘管他的年齡逐增並且經常嗑藥，但如像劇中的其他角色一樣，他的身體似乎沒有被他的習慣所影響，並能夠做出多種令人驚訝的狀舉，例如他從不會感到疲倦或受傷（有次警察截停抽查時Mike被用電擊槍電擊，他卻沒有感到任何痛楚）。
Mike是Comedy Central Australia籌備的節目《The Mike Nolan Show》和獨立製作的《Mike Nolan's long weekend》的主角。該節目首先在Vimeo平台上出租，隨後在YouTube上免費發布。

### Clarence
配音：查洛德·偉特
Clarence Claymore博士是Kingdom Cum的前居民。被驅逐之前他是一位備受矚目的科學家。在一項涉及他自己的基因的實驗適得其反後，他的身體發生了嚴重的突變，使他變成了一個綠色皮膚、皺巴巴的番薯頭生物。他與他失敗的實驗遺骸一起被驅逐出Kingdom Cum並彈射到太空中。在澳洲海岸附近的一個島嶼上墜毀後，Clarence不小心讓他的實驗液體掉進了一個無底洞中。這些液體隨著時間的推移發生了變異，無底洞也因此成為了Choomah族的發原地。當該島逐漸演變成Choomah Island的同時，Clarence遇到了Sassy和Donny，他們在 Brown Town為他提供了一個家和工作。
Clarence是Brown Town的本地郵遞員，也是Donny店裡的打雜。Clarence是劇中最心地善良的角色之一，但他對友誼的付出通常都不會得到回報，因為其他角色都覺得他非常煩厭，尤其是Lez和Donny。在《Choomah Island 3》的結尾，Clarence似乎終於嬴得了Donny的尊重，因為他終於不再對Clarence發看似無休止的脾氣。但在《Mike Nolan's Long Weekend》開始時，即第三次Choomah Island遠征的兩年後，Clarence經常被其他角色欺凌。
由於Clarence出身於Kingdom Cum，他也擁有超自然力量。在Choomah族還未通曉人類語言之前，只有Clarence能夠跟牠們溝通。他的身體處於無敵狀態，可以承受任何形式的傷害。但無論是身體上還是情感上，他所遭受的痛苦都不會消散。然而其他角色並不在乎，通常有機會時，他們便會殘害、射擊和傷害Clarence，有時是偶然的，有時是故意的，有時只是為了好玩。

### Ellis “Warning Guy” Warnington
配音：查洛德·偉特
Ellis Warnington，也被稱為“Warning Guy”，是一名被介紹在Brown Town海灘工作的蘇格蘭籍救生員。他曾經殺死了一條威脅Lez和Quinton的鯊魚，他也因此成為了Lez的朋友和團隊中的一員。他告訴Lez他能與海妖等各種水怪戰鬥，這也為他的真實身份提供了線索。
在《Choomah Island 2》與Laranox國王新選擇的繼承人Cecil the Sasquatch的戰鬥中，情節揭曉了Warning Guy是Bumble Brutus（Choomah 族的要員）提過的六個Cum-ians生環者之一。他的能力包括飛行和超能量。
他有一個表親，一位名叫Sergio Warnington（伊薩.維也配音）的Cum-ian，他認為自己是一個大獵手。當他在網上看到關於Choomah族的報導和照片時，他便參與了行動及遠征。

### Laranox國王
配音：湯姆·格拉姆
Laranox國王是Kingdom Cum的國王，也是Lezly Mackerel和Norton Sparkles的父王。在他們的一場王位鬥爭後，國王便將他們倆驅逐出母星。他是一位機智、冷酷無情且易變的暴君，他的手下對他的領導既尊敬又害怕。因為他的行為導致了一系列事件的展開，所以他是這部劇的主要反派。
劇情幾乎沒有透露過Laranox國王在將Lez和Norton驅逐出Kingdom Cum之前的生活。我們只能假設他的父親在他之前也是國王，或者可能是前一個王朝的政變。
在他的兒子們被驅逐出地球之前，Laranox似乎一點都不關心他們。在驅逐後國王和Lez更互相鄙視，而他也利用Norton來達到自己的目的，但並不在乎他的安危。
身為Kingdom Cum人的他也擁有與他兩個兒子一樣的超力量和耐力。但因為他比Lez更強大，因此能推測他可能比他的兒子大上好幾倍的歲數。
Laranox國王每次想說話時都會尖叫。他說話時總是帶著非常濃重的蘇格蘭口音。

### Choomah族
配音：湯姆·何利斯
Choomah族是該節目的主要反派。Choomah族是一種虛構的兇猛野生物種。牠們起源於Choomah島，是Clarence的實驗失敗後創造出的異形。Choomah族經常在眾角色沒有注意到的地方出現，有時也會攻擊他們。該節目的每個季度都以在鎮上和島上對Choomah族的戰爭而告終。Choomah族本性兇殘，在被激怒時會攻擊人。
Choomah族顯然繁殖和進化得非常快。在第三次Choomah Island遠征後牠們學會了英語並透過話語表達出牠們對之前的暴力行為感到的悔意。牠們之後飛向了一個未知的目的地，牠們的首領甚至說出：「你知道嗎？我真的會懷念這個星球的。」牠們之前與Laranox國王的關係尚不清楚，但牠們的要員Bumble Brutus似乎是Laranox國王的命令執行者。
Choomah族的外觀是亮黃色的類人生物，但牠們之間的形狀和大小差異很大。牠們外觀的設計靈感源自於荷馬辛普森的一些失敗畫作。Choomah族起初不會說話，他們唯一的交流方式是非常響亮的尖叫聲。

## 主題
《The Big Lez Show》是一個喜劇節目。節目中使用的喜劇主要風格是黑色幽默，節目的創作者將其描述為“澳式幽默”。 角色之間的對話是受到節目創作者在現實生活中觀察到的日常對話的特色而啟發的。 劇本中包含極其頻繁且强烈的粗俗用語、低俗笑話和非政治正確的對白。在接受《Vice Media》采訪時，作家伊薩·維也說：“太多的低俗笑話了，像是粗口之類的，你們到處都能聽見這些對話。你們能夠在劇中身受其中是因為你們平常就聽見到許多這種對話。” 該節目的創作者還提到《宋飛傳》對他們的喜劇風格的啟發。
“無論你在哪裡都會看到其他人的作品，而你只需享受這一切。一旦你從一個更大的層面去觀察這些文化、幽默和生活方式就會發現一切都非常搞笑！當你從一個更大的層面看，你可以將這些元素帶到現實中並對著這些元素開懷大笑。你帶出得愈多，你愈能在各處看到這些元素。”
— 查洛特.偉德，Vice Media
該節目還以其迷幻所啟發的元素而著稱，這些元素在許多劇集中都很常見。除了大多數主要角色都是娛樂性用藥使用者外， 該節目有時會描繪人物在致幻藥影響下的經歷。特別是主角Lez在劇集中出現的經歷，如他與其他角色在靈薄獄的互動。Big Lez也在體驗超現實的靈魂出竅的時候看到自己在Microsoft Paint中被創作的過程。
除了節目的迷幻主題外，該節目還有一些超現實元素，例如透過打破第四面牆與觀眾互動等，如眾角色甚至說出一些關於該節目的粉絲如何不耐煩地等待下一集等的對白。另外在致幻經歷中，眾人物經常討論他們作為卡通人物的性質以及他們是如何被繪製的。
雖然許多集數都圍繞著低俗幽默和動作主題，但隨著系列的進展，特別是在最後一集中，義氣和忠誠成為了主要的氛圍。

## 上映
《The Big Lez Show》的第1季於2012年7月16日在YouTube上的頻道“guitarfingerz2112”上首播，隨後該頻道更改成現在名稱。第1季有10集再加上並該節目的第一個特映《Choomah Island》。特映斜述了眾角色在Choomah Island的第一次遠征。大部份集數長約1-2分鐘，而本季的結局長約13分鐘。
第2季於2013年3月4日首播，在製作和劇情方面與第1季大致相同。因為節目的製作預算略有增加，所以動態畫質也有所提升。第2季共有10集，每集長約3-10分鐘。第2季的結局是特映《Attack of The Choomahs》，主要斜述了Choomah族對Brown Town的入侵。該特映由兩個部分組成，長約13分鐘。
第3季的製作得到了進一步的提升，因為作者增購了更好的設備來製作動畫。除了畫質提高外，每集的長度一致都是5分鐘。第3季於2014年7月7日首播，同一時間該節目的熱門程度使得每集在上傳後的幾個月內就達到了超過100萬次觀看。 第3季有9集，和第三個特映 《Chomah Island 2》。在這集特映中Lez和他的伙伴在Choomah島進行第二次遠征。這部特映長約一小時，作者也花了幾個月製作。  《Choomah Island 2》 於 2015年8月21日首播，截至2021年11月已達到超過800萬次觀看次數。
在第3季和第4季之間，作者休息了一段時間並創作了該節目的外傳《The Mike Nolan Show》。《The Big Lez Show》第4季於2017年3月10日首播，再次見證了製作預算和動態畫質的大幅提升。每集的長度也比以往更長。第4季以最後一集特映《Choomah Island 3：結局》作為終結，而該集作者也花了幾個月的時間來製作。該特映於2019年1月20日至26日在新西蘭和澳大利亞的部分影院首映，然後於2019年1月26日在YouTube上首映。特映長約一個多小時，也是整個系列最長的一集。在該集發布後的兩週內達到了100萬次觀看。截至2021年11月，《Choomah Island 3：Denouement》已收到超過450萬次觀看次數。

## 外傳

### 《The Big Lez Doco》
在2014 年中後期，一部由Jaykowa Hockings導演，Natalie Howatson製作的名為《The Big Lez Doco》的10分鐘短紀錄片煞科。這部紀錄片採訪了節目的三位創作者，並深入了解節目的構思、製作和靈感。這部紀錄片還展示了一些前所未見的動畫，包括一些在金屬樂隊中演奏的Choomah族。該紀錄片於2014年8月20日上傳到YouTube，但於 2020年2月被下架。

### 《The Mike Nolan Show》
在觀察到《The Big Lez Show》的知名度和熱門度後，Comedy Central Australia聯繫了該節目的創作者並讓他們著手製作該系列的外傳。《The Mike Nolan Show》的五集節目由偉特、維也和何利斯製作，並於 2016年6月10日在YouTube和Comedy Central Australia的網站上播出。
《The Mike Nolan Show》以模擬紀錄片的形式呈現。拍攝團隊和採訪者在劇中跟隨《The Big Lez Show》的角色Mike Nolan以紀錄他的日常生活。該節目拍攝了Mike的一些日常工作，和與其他不曾在主線故事出現的角色（如 Crazy Steve）的來往。《The Big Lez Show》的其他幾個主要角色，如Lez、Sassy、Donny和Clarence也出現在該劇中。 由於 The Mike Nolan Show 中發生的事件按時間順序發生在《The Big Lez Show》的第一集之前，所以正確來說該劇是《The Big Lez Show》的前傳。 

### 《Mike Nolan's Long Weekend》
2019年5月，官方頻道公佈了一共五集名為《Mike Nolan's Long Weekend》的新節目。該節目主要交代Choomah Island 3: Denouement的 1 年零 6 個月之後眾角色的生活。該節目於 2019年8月9日在Vimeo上首播，然後於2019年8月16日在YouTube上首播。就像《The Mike Nolan Show》一樣，這套迷你劇再次呈現了模擬紀錄片的拍攝手法。該節目的角色包括Crazy Steve、Bill the bartender、Nigel the pub owner以及《The Big Lez Show》的眾角色Sassy、Donny、Clarence和Quinton。

## 製作
該節目以其極低成本製作而著稱。該節目使用了定格動畫，每一個畫面都是在Microsoft Paint上繪製而成並在Adobe Premiere上合併編輯。而該節目的音頻則在Audacity上錄製。在第1季和第2季中，所有畫面都是使用學校的手提電腦上的觸控板上繪製的。從第3季開始，所有畫面均是在Microsoft Surface上使用手寫筆繪製的。手寫和粗製濫造的風格成為該節目的主要特色。而該節目的藝術風格也增加了節目的迷幻效果。
該節目並沒有外雇人員。該節目的各個方面，包括寫作、配音、動畫、剪輯、音樂和發行均由作者負責製作。製作過程也非常緩慢，個別集數的製作過程需時數月。 第1季和第2季的大部分工作均由偉特處理。第3季和《The Mike Nolan Show》的製作均由偉特，何利斯和維也分工合作。第4季偉德是唯一的製作人。
該節目中的音樂也由偉特編寫。演奏方面則是使用了原聲吉他和Audacity錄製。 

## 收視結果
該節目在YouTube上一直受到關注。截至2021年11月，其頻道擁有超過114萬名訂閱者和1.74億次的觀看次數。該節目在YouTube上的熱門程度如此之高，幾乎每集在上傳後的幾個月內就獲得了1-2百萬次觀眾次數。
除了該節目在 YouTube 上的收視率之外，《The Big Lez Show》還得到了許多媒體和評論家的好評。《Vice Media》形容這部劇「非常有趣」和「風靡全世界的澳洲地下自家創作卡通」。 Stab雜誌在採訪偉特和維也時表示該節目「比《南方公園》更搞笑」，並稱讚該節目在口耳相傳和沒有任何商業廣告的方式的情況下變得越來越受歡迎。
在為《The Mike Nolan Show》做宣傳時，Comedy Central Australia將偉特、維也和何利斯稱為「澳洲最新時代的喜劇演員和製作人」。 其他行家也稱該節目「令人眼花繚亂，但同時也很精彩」。 

## 外部網址
- IMDb上的《The Big Lez Show》
- YouTube上的《The Big Lez Show》 （页面存档备份，存于）
- Facebook上的《The Big Lez Show》 （页面存档备份，存于）
- Instagram上的《The Big Lez Show》 （页面存档备份，存于）
- Comedy Central上的 《The Mike Nolan Show》 （页面存档备份，存于）
- IMDb上的《The Mike Nolan Show》